# آناتولی چوبایس
آناتولی بوربسویچ چوبائیس (روسی: Анато́лий Бори́сович Чуба́йс؛ زاده ۱۶ ژوئن ۱۹۵۵)، سیاستمدار و تاجر روس است که  مسئول خصوصی‌سازی در روسیه و به عنوان یک عضو با نفوذ در دهه ۱۹۹۰ میلادی در دولت بوریس یلتسین به‌شمار می‌رفت. وی در این دوره، شخصیت اصلی در معرفی اقتصاد بازار و اصول مالکیت خصوصی به روسیه پس از سقوط اتحاد جماهیر شوروی بود.
از سال ۱۹۹۸ تا ۲۰۰۸، او رهبری انحصاری سازمان برق دولتی رائو یوئی‌اس را بر عهده داشت. یک نظرسنجی در سال ۲۰۰۴ که توسط پرایس‌واتر‌هاوس‌کوپرز و فایننشال تایمز انجام شد، وی را به عنوان پنجاه‌و‌چهارمین رهبر برجسته در جهان معرفی کرد. در حال حاضر، وی رئیس شرکت نانوتکنولوژی روسیه (RUSNANO) است. وی از سپتامبر ۲۰۰۸ عضو شورای مشورتی جی‌پی مورگان چیس و عضو هیئت مشاوران جهانی در شورای روابط خارجی (CFR) از اکتبر سال ۲۰۱۲ بوده‌است.

## اقتصاددان دگراندیش
با شروع از دهه ۱۹۸۰، چوبایس رهبر یک حلقه غیررسمی از اقتصاددانان با محوریت بازار در لنینگراد شد. در سال ۱۹۸۲، به همراه اقتصاددانان یوری یارماگایف و گریگوری گلازکوف، وی مقاله ای با عنوان "Вопросы расширения хозяйственной самостоятельности предприятий в условиях научно-технического прогресса" (سؤالاتی بر گسترش استقلال بنگاه‌های تجاری تحت شرایط علمی و فناوری) را منتشر کرد. نویسندگان معتقدند که هیچ برنامه‌ریزی مرکزی نمی‌تواند تقاضای نهایی محصولات را پیش‌بینی کند. در سال ۱۹۸۲، چوبایس به نخست‌وزیر آینده روسیه، یگور گایدار که به سمینارهایی به سرپرستی چوبایس دعوت و در آن شرکت کرده بود، معرفی شد.

## ریاست خصوصی‌سازی
در سال ۱۹۹۰، پس از انتخاب آناتولی سابچاک به عنوان رئیس شورای شهر لنینگراد، چوبایس سمت معاونت را به دست آورد. وی در تلاش بود تا ایده سابچاک را در ایجاد منطقه آزاد اقتصادی در لنینگراد به اجرا بگذارد. در سال ۱۹۹۱، چوبایس پیشنهاد ریاست ایسپولکوم را رد کرد تا در عوض به عنوان مشاور دولت برای شهرداری در لنینگراد (در حال حاضر با تغییر نام سن پترزبورگ) تبدیل شود، زمانی که سابچاک تازه به عنوان شهردار انتخاب شده بود. در همین زمان، چوبایس به عنوان رئیس مرکز تازه تأسیس واسیلی لئونتیف برای تحقیقات در اقتصاد فعالیت می‌کرد.

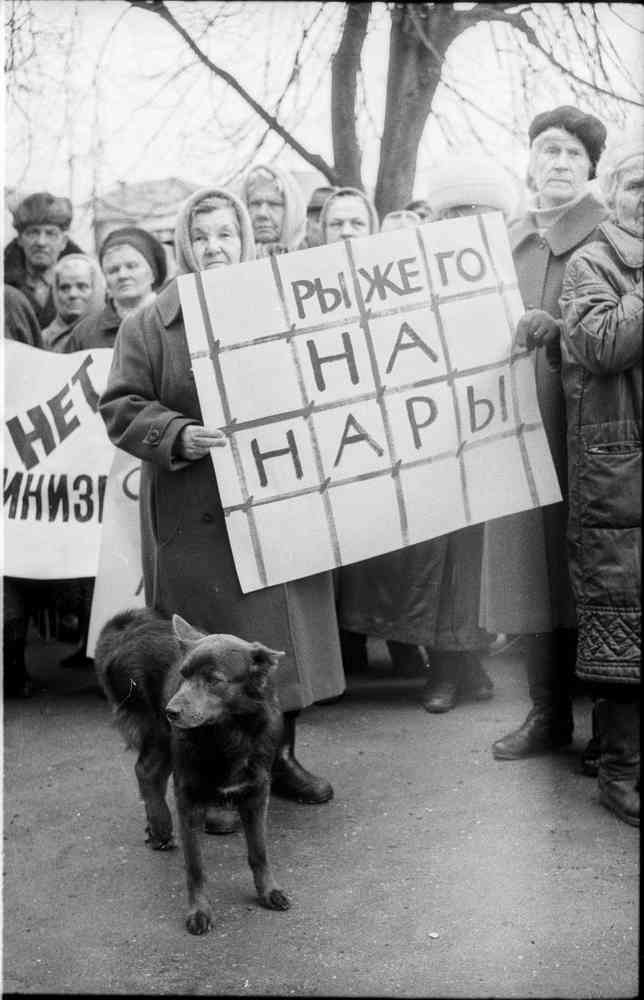
تظاهرات مردم که چوبایس (کله سرخ) باید برای فرایند خصوصی‌سازی، زندانی شود

در نوامبر ۱۹۹۱، چوبایس به عنوان وزیر در کابینه یلتسین منصوب شد و در آنجا مدیریت سبد آژانس فدرال مدیریت اموال دولتی (کمیته مدیریت املاک دولتی) که در حال خصوصی‌سازی در روسیه بود را بر عهده گرفت.
در ابتدا چوبایس از خصوصی‌سازی سریع به منظور افزایش درآمد، مشابه مدل استفاده شده در مجارستان، حمایت می‌کرد. با این حال، کنگره نمایندگان خلق روسیه این مدل را رد کرد. سرانجام، سازش در قالب برنامه خصوصی‌سازی کوپنی، مشابه برنامه استفاده شده در آن زمان در جمهوری چک، ارائه شد. در ۱۱ ژوئن ۱۹۹۱، روسیه شوروی، این سازوکار را پذیرفت و برنامه عظیم با فرمان رئیس‌جمهور بوریس یلتسین در ۱۹ اوت ۱۹۹۱ آغاز شد. این برنامه خصوصی‌سازی بعداً مورد انتقاد شدید قرار گرفت. در حالی که اکثر شهروندان روسی پس از چند هفته پس‌انداز خود را از دست دادند، چند الیگارش با آربیتراژ و استفاده از تفاوت قیمت داخلی کالاهای روسی و قیمت‌های حاکم بر بازار جهانی میلیاردر شدند. افرادی که از این آربیتراژ بهره‌مند شدند به عنوان «کلپوکرات‌ها یا دزدسالاران» شناخته شدند زیرا آن‌ها به جای سرمایه‌گذاری در اقتصاد روسیه، میلیاردها دلار را به حساب‌های بانکی خود در سوئیس بردند.

## تأثیر سیاست و اقتصاد روسیه
از نوامبر ۱۹۹۴ تا ژانویه ۱۹۹۶، چوبایس سمت معاون نخست‌وزیر در سیاست‌های اقتصادی و مالی در دولت روسیه را به دست آوردند.
به لطف اصلاحات لیبرالیستی انجام شده در سال ۱۹۹۵، سرانجام دولت روسیه از معیار ثبات مالی بهره‌مند شد، کاری که سیاستمداران آن از زمان استعفا یگور گیدار در سال ۱۹۹۳ به دنبال آن بودند. در اواخر سال ۱۹۹۵، میانگین نرخ تورم سالانه از ۱۸ درصد به ۳ درصد کاهش یافت.
از آوریل ۱۹۹۵ تا فوریه ۱۹۹۶، چوبایس نماینده روسیه در دو مؤسسه مالی بین‌المللی بانک بین‌المللی بازسازی و توسعه (IBRD) و آژانس چندجانبه تضمین سرمایه‌گذاری (MIGA) بود.
چوبایس پس از استعفا از معاونت نخست‌وزیری در ژانویه ۱۹۹۶، موافقت خود را برای انتخاب مجدد بوریس یلتسین اعلام کرد. در این زمان طبق نظرسنجی‌های افکار عمومی، امتیاز تأیید یلتسین به حدود ۳ درصد کاهش یافته بود. چوبایس بنیاد جامعه مدنی و همچنین گروه تحلیلی کمپین یلتسین را که بخشی از این بنیاد شد، تأسیس کرد. این گروه به یلتسین کمک کرد تا دوباره محبوبیت خود را کسب کند و در دور دوم نظرسنجی‌ها در ۳ ژوئیه ۱۹۹۴، دوباره پیروز شود و ۵۳٫۸۲ درصد آرا را به دست آورد.
از ژوئیه ۱۹۹۶ تا مارس ۱۹۹۷، چوبایس رئیس دفتر ریاست‌جمهوری روسیه بود. در دوره تصدی وی، تأثیر دفتر یلتسین به‌طور فزاینده‌ای بالا رفت.
چوبایس در سال ۱۹۹۸ در جلسه گروه بیلدبرگ در ترنبری (احتمالاً تفرجگاه کنفرانس در ترنبری)، اسکاتلند شرکت کرد و همچنین در میزگرد صنعتگران روسیه و اتحادیه اروپا در جلسه مشترک کمیسیون دولت فدراسیون روسیه و اتحادیه اروپا نیز شرکت داشت. وی همچنین در سال ۲۰۰۰ به عضویت هیئت اتحادیه صنعتگران و کارآفرینان روسیه انتخاب شد.

## سیستم یکپارچه انرژی روسیه
در سال ۱۹۹۸، چوبایس به عنوان رئیس هیئت مدیره سیستم یکپارچه انرژی روسیه، انحصار برق دولتی، در مجمع عمومی فوق‌العاده سهامداران انتخاب شد و زود به عنوان رئیس هیئت مدیره منصوب شد.